# Coventry
Coventry város az Egyesült Királyságban, Angliában, West Midlandsben. Lakosainak száma 2011-ben 316 900 volt, amivel Anglia kilencedik, az Egyesült Királyság tizenegyedik legnagyobb városa. Londontól 150 kilométerre északnyugatra, Birminghamtől 30 kilométerre keletre található.
Coventry városát a második világháború idején pusztító légitámadás érte a német légierő, a Luftwaffe részéről, amelynek során a város jelentős része, így híres katedrálisa is elpusztult. Coventry indította el a testvérvárosi mozgalmat, Sztálingráddal alakították ki az első ilyen kapcsolatot, szolidaritásból a világháborús megpróbáltatásokra. Fontos és jelképes erejű testvérvárosi kapcsolat jött létre Drezdával, ami azért is jelentős, mert Drezdát is hatalmas légitámadások érték a háború végén. Coventry az Európa nagyvárosai közötti békés együttműködés szószólója lett, aminek az évenként megrendezett Békehónappal is fórumot adnak.
Coventry a legutóbbi évtizedekig nevezetes volt autóiparáról, számos hazai és külföldi márka autóit, motorjait gyártották és szerelték össze a városban. Itt készült az első angol kerékpár 1865-ben (James Starley), majd az első angol autó 1898-ban (Daimler). Két egyeteme van: a Coventry University és a University of Warwick. Híres történelmi személyisége a városnak a 11. században élt Lady Godiva, akinek az emlékét lelkesen ápolják. A város népszerű futballcsapata a Coventry City FC, amely a Premier League alapító csapata volt, de a 2001/02-es szezon óta több osztályt zuhant, jelenleg a Division One tagja.

## Coventry története

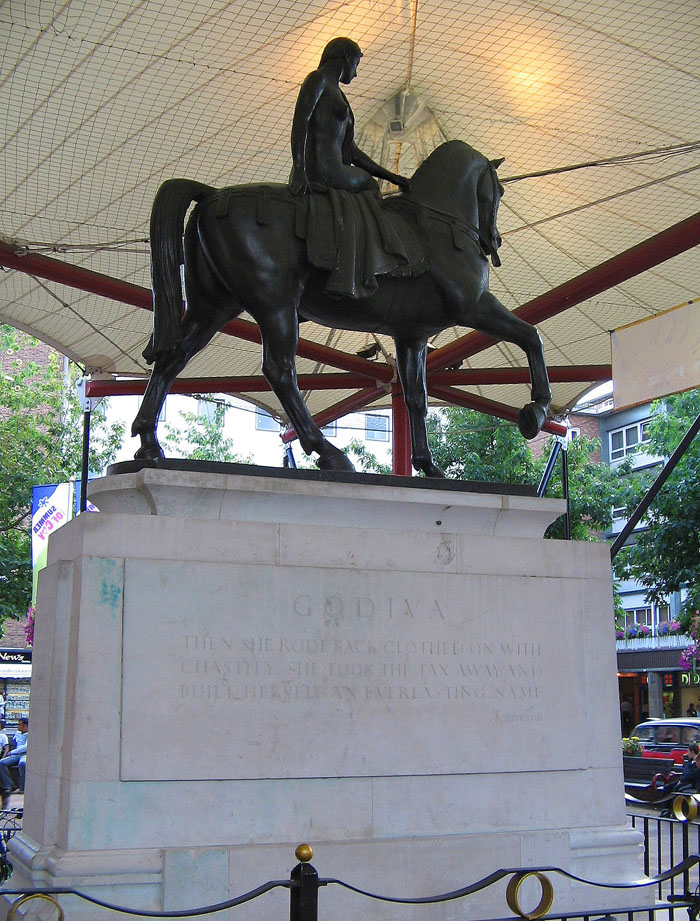
Lady Godiva szobra Coventry központjában

Coventry egy bronzkori településből nőtt ki, amire a folyóvíz közelsége, a kellemes éghajlat és a gazdag erdőségek tették alkalmassá. A Coventryhez közeli (6,5 km) Bagintont a rómaiak alapították. A településen már 700 körül alapítottak egy Szent Osburgának szentelt apácazárdát. Ezt és a környéket ugyan II. Knut dán király seregei 1016-ban lerombolták, de Leofric, Mercia earlje (968–1057) elkezdte az újjáépítést, és 1043-ban alapított egy Benedek-rendi kolostort (St Mary, Szűz Mária), és e körül alakult ki a város.
Leofric feleségéhez, Lady Godivához kapcsolódik a város híres legendája. Leofric keményen adóztatta a népet, feleségének azonban megesett a szíve az embereken, és igyekezett meggyőzni férjét, hogy engedjen a szigorból. Sokáig hiába próbálta jobb belátásra bírni, mígnem Leofric tréfásan azt mondta Godivának, hogy majd akkor teljesíti a kívánságát, ha ruhátlanul végiglovagol a városon. Lady Godiva elfogadta az ajánlatot, de előtte óvintézkedéseket tett: mindenkit hazaparancsolt (korabeli kijárási tilalom) és minden ajtót és ablakot szigorúan bezáratott. Egy szabó (Leselkedő Tamás – Peeping Tom) azonban lyukat fúrt az ablaktáblába és megleste a meztelenül lovagló asszonyt. Ám kíváncsiságáért drága árat fizetett: azonnal megvakult! A legenda szerint végül Leofric elengedte az adót, Godiva pedig e tettéért kiérdemelte a város örök háláját. Szobrot emeltek neki, órajáték főszereplője lett, de azért nem feledkeztek meg szegény Peeping Tomról sem.
A város a 14. századra a posztóipar és kereskedelem fontos központja lett, amihez bevándorolt flamand szövőmesterek is hozzájárultak, és a középkor legnagyobb és legjelentősebb városa volt Angliában. Coventry a korabeli szokásjog alapján kiérdemelte a városi címet, amit egy 1345-ös oklevél tanúsít, 1451-ben pedig megyei jogot kapott (County of the City of Coventry), amely címét egészen 1842-ig megtartotta. Még a parlament is ülésezett a városban: 1404 és 1459 között.

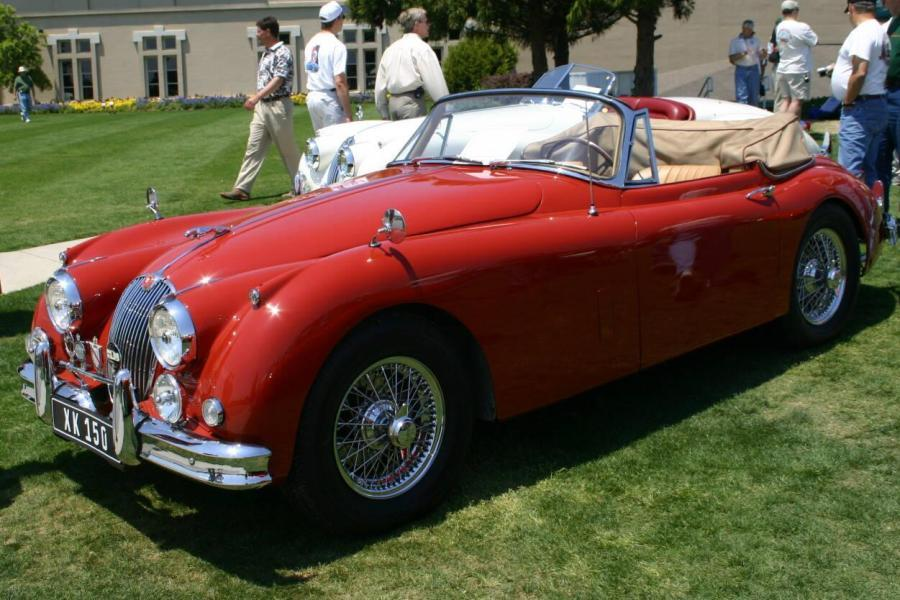
Egy 1958-as Jaguar

A 18. és a 19. században Coventry egyike volt az óragyártás három angliai központjának. Az angol óraipar hanyatlása miatt – amit elsősorban a svájci konkurencia előretörése okozott – a finommechanikában szakképzett munkások kerékpárgyártásra váltottak, és végül ez lett a későbbi motorkerékpár-, autó-, szerszámgép- és repülőgépipar alapja. A 19. századra Coventry lett a brit kerékpárgyártás központja, az egyik első gyártó cég a Rover volt. A 20. század elején a bicikligyárak nagy része egyre inkább bekapcsolódott a robbanómotor gyártásba, így végül Coventry a motorkerékpár- és a gépkocsigyártás központjává vált. Folyamatos fejlődés után az „aranykor” az 1950-es és 1960-as években volt, és ebben az időszakban Coventryben volt a legmagasabb átlagjövedelem Nagy-Britanniában. A pénz magával hozta a kultúra és a sport fejlődését is. Új sportközpont, olimpiai méretű uszoda épült, a Coventry City FC futballcsapat az első osztályban játszott. Felépült a Belgrade Theatre és a Herbert Art Gallery. A hanyatlás jelei az 1970-es években kezdtek érezhetővé válni, majd – míg a fénykorban több mint száz különböző gépjárműüzem működött a városban – folyamatosan egyre több gyár szüntette be termelő tevékenységét. Az 1980-as évekre Coventryben volt a legmagasabb a munkanélküliek aránya az országban. Végül 2006-ra gyakorlatilag befejeződött az autógyártás a városban: az utolsó autó a Peugeot gyár szerelőszalagjáról gördült le, a cég a gyártást Szlovákiába telepítette át. A Jaguarnak van még egy tervező központja Whitley-ben (Coventry külvárosa), ez a cég 2004-ben fejezte be termelő tevékenységét a Browns Lane-en. Ma már csak egyetlen kis autógyár működik: az LEVC., ez az üzem gyártotta a híres TX4-es taxikat, de ma már electromos taxikat és kisteherautókat gyárt a cég.

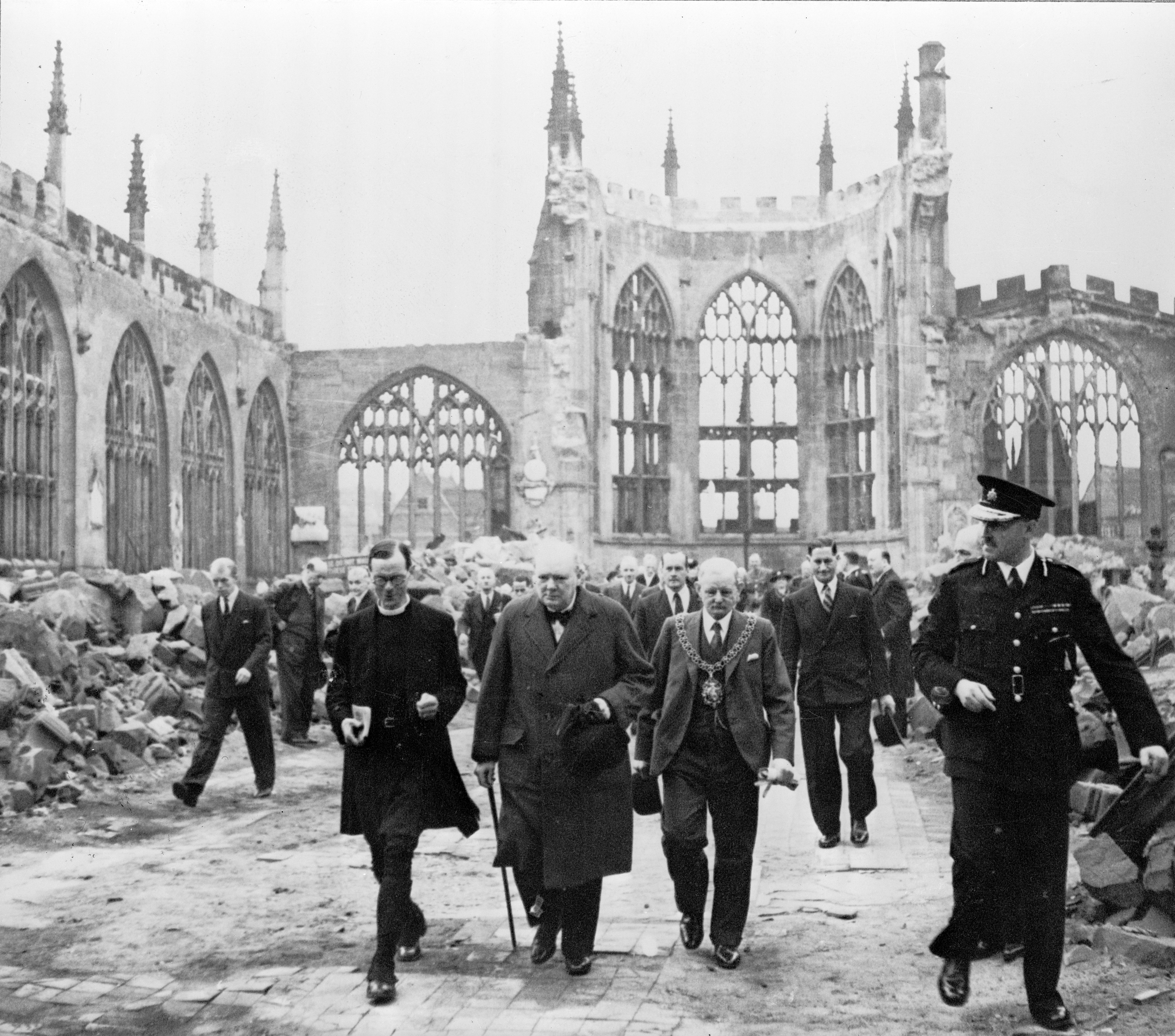
Churchill megtekinti a károkat

A második világháború során Coventry komoly bombatámadásokat szenvedett a Luftwaffe részéről, a legsúlyosabb bombázás („Coventry Blitz”) 1940. november 14-én történt. Coventry – London, Hull és Plymouth mellett – az egyik legsúlyosabb háborús károkat szenvedett város volt Nagy-Britanniában. A támadásban 515 bombázó vett részt, az akció kódneve Unternehmen Mondscheinsonate (Holdfény-szonáta-akció) volt. A robbanó- és gyújtóbombák koncentrált alkalmazása a nagy területen szétszórt ipari létesítmények (repülőgépmotor-gyár, repülőtér) miatt történt, de az akció során a történelmi városmag elpusztult, az ősi Szent Mihály katedrálisból csak a romos oldalfalak és a torony maradt meg, megsemmisült vagy megsérült több mint 4000 épület, és 568 városi polgár halt meg. A háborús károknak köszönhetően Coventry régi épületeiből elszórtan csak néhány maradt meg helyreállítható állapotban, összefüggően csupán a bájos Spon Street, egy kicsiny utcácska néhány háza maradt meg. A város mai építészeti összképét az új és a megmaradt régi épületek keveréke adja. Egyes vélemények szerint a britek a német Enigma rejtjelező gép megfejtése révén tudtak a város megtámadásáról, de ha bármit tettek volna, a németek rájönnek, hogy az Enigmát sikerült feltörni. Így kénytelenek voltak hagyni a város elpusztítását, hogy még több ember életét megmenthessék az Enigma révén.
A háború utáni években Coventryt nagyrészt újjáépítették, a belvárosban bevásárló körzetet alakítottak ki, ahol jórészt csak a gyalogosforgalom van. Ez az újszerű megoldás első volt Európában. A helyiek nagy várakozása közepette 1962-ben szentelték fel a Basil Spence által tervezett új Szent Mihály-székesegyházat. 1967-ben – nagy áttörésként – az Eagle Streeten muszlim mecsetet avattak.

## Nevezetességek

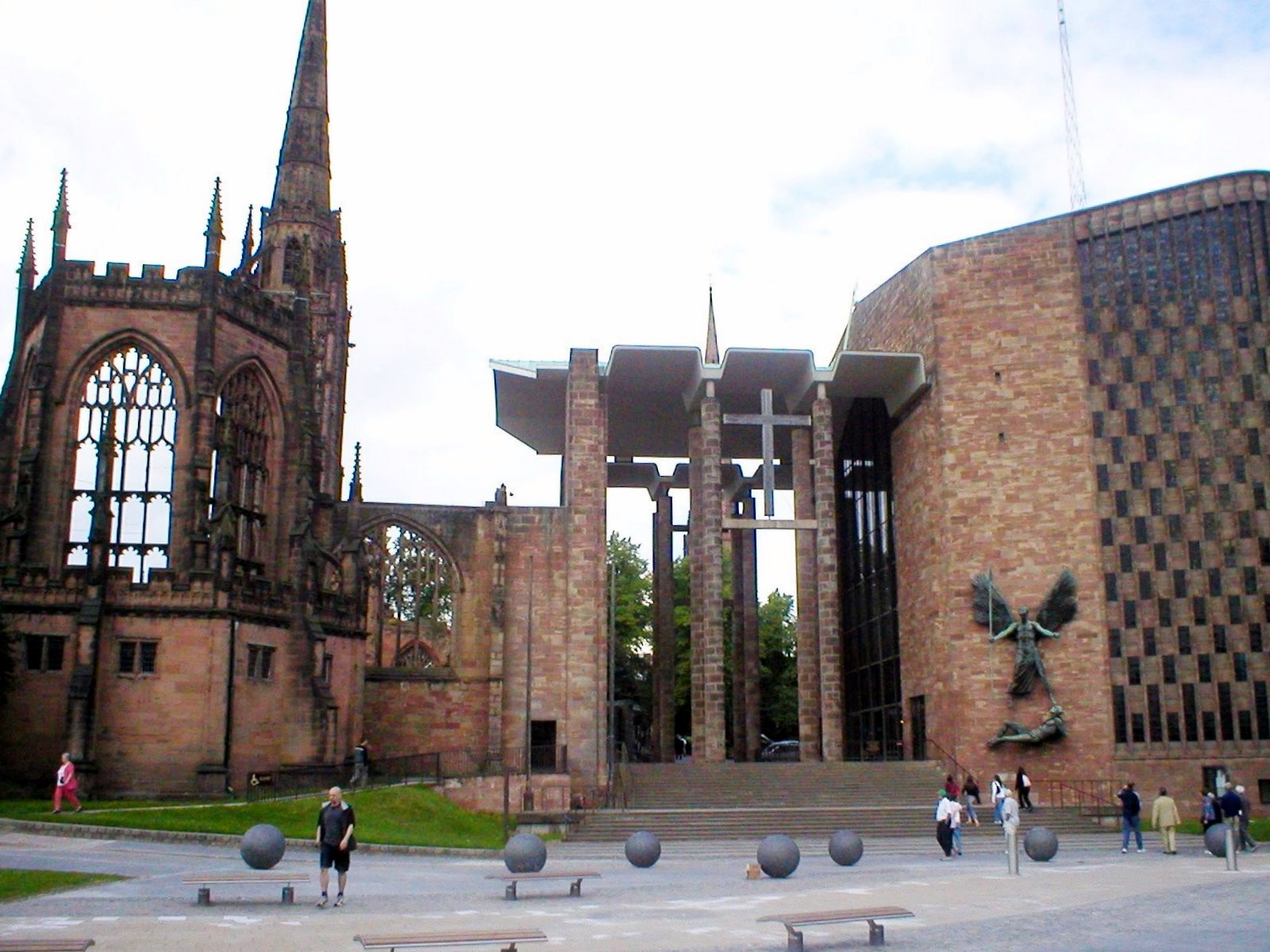
A régi és az új katedrális kapcsolata

Coventry legfontosabb és legismertebb látnivalója a Szent Mihály-székesegyház (Coventry Cathedral, St Michael's Cathedral), egyházmegyei központ, az anglikán egyház temploma. Az eredeti székesegyházat a 14. század végén, a 15. század elején építették, és ez volt a legnagyobb egyházközségi templom Angliában. A katedrális címet 1918-ban kapta meg, amikor létrejött a Coventryi Egyházmegye. A katedrális a II. világháborúban súlyos károkat szenvedett, a Luftwaffe 1940. november 14-i koncentrált bombatámadása során a gyújtóbombák telibe találták, aminek következtében csak a romos oldalfalai és a tornya (a bombázáskor ez volt a harmadik legmagasabb templomtorony Britanniában) maradt meg. A katedrális maradványait mementóul meghagyták romos állapotában, de tornya a turisták által látogatható, és tetejéről remek kilátás nyílik a városra. A szentélyben égett gerendákból ácsolt keresztet állítottak fel. Hosszas megfontolás után, műszaki szakvélemények alapján a Királyi Képzőművészeti Bizottság (Royal Fine Arts Commission) úgy döntött, hogy nem kísérlik meg felújítani a katedrálist, helyette újat építenek. Az 1950-ben, a Nemzetközösség építészei számára kiírt pályázatot Basil Spence skót építész nyerte (őt ezért az alkotásáért később lovaggá ütötték) – több mint kétszáz benyújtott pályamű előtt. Az építészeti terv az új székesegyházat a másik mellé, azzal architektonikus egységbe helyezi, és hossztengelye a régivel derékszöget zár be. Építőanyagnak ugyanazt a jellegzetes, vöröses színű hollingtoni homokkövet használták, amiből a régi is épült, és Coventry történelmi épületeinek is az anyaga volt.

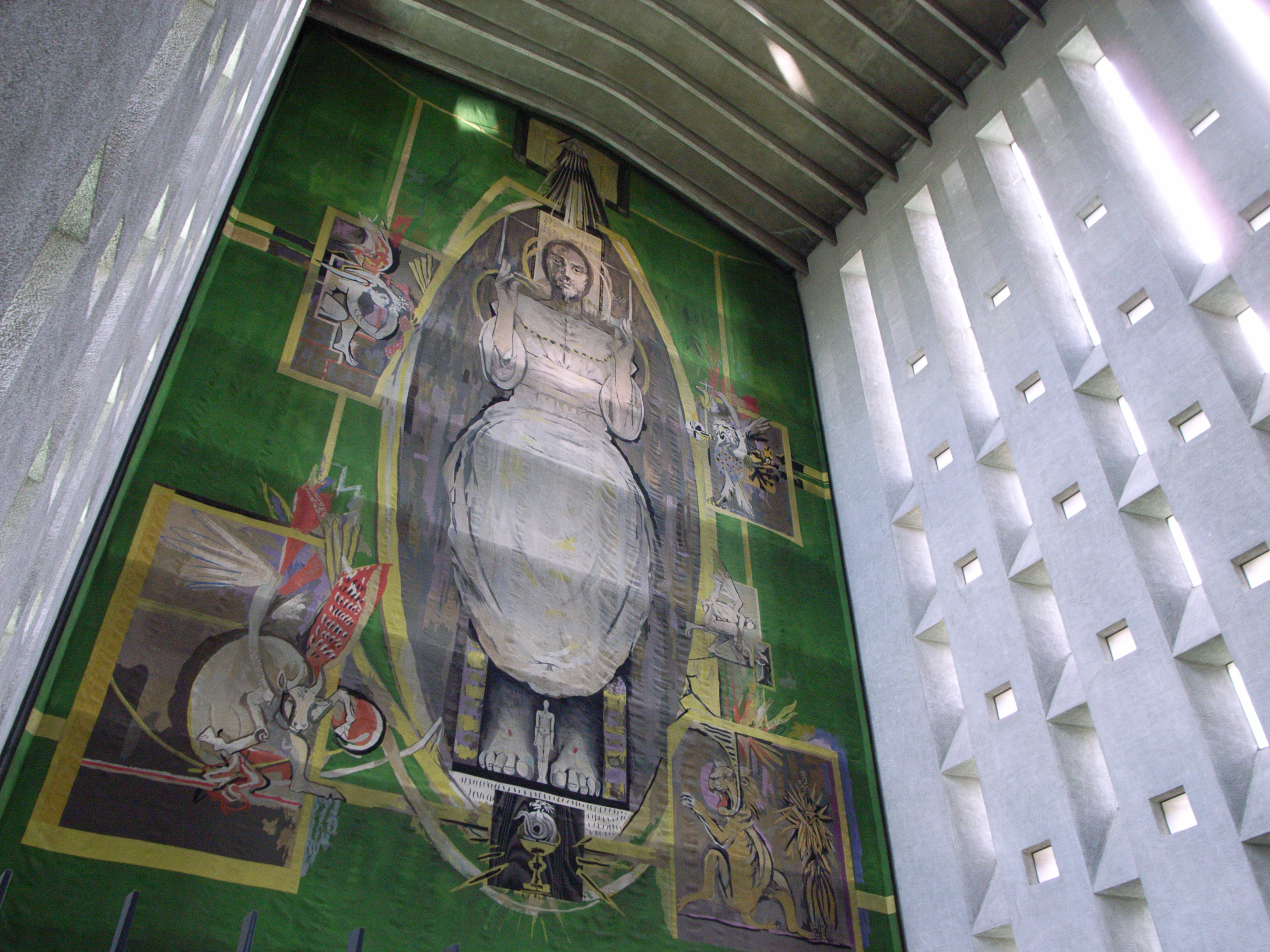
A világ legnagyobb gobelinje a katedrálisban

Az új katedrális alapkövét 1956. március 23-án II. Erzsébet királynő tette le, az avatásra és felszentelésre 1962. május 25-én került sor. A rozsdamentes acélszerkezetre épített toronydíszt – nagy közfigyelem közepette – helikopterrel állították a helyére. A katedrális avatására írta Benjamin Britten Háborús rekviemjét (War Requiem), amit néhány nappal később, május 30-án mutattak be a templomban. Britten – a város törekvéseivel összhangban – a megbékélés jegyében a bemutató énekszólamait a korábbi ellenséges nemzetek énekeseinek szánta. A férfi szólamokat az angol Peter Pears és a német Dietrich Fischer-Dieskau énekelte, de a szovjet Galina Visnyevszkaját nem engedték ki Nagy-Britanniába, ezért Heather Harper ír szopránnak kellett beugrania. A székesegyházban számos jelentős műalkotás található. Itt van a világ legnagyobb Jézust ábrázoló falikárpitja (Christ in Glory), Graham Sutherland angol képzőművész alkotása. A hatalmas, absztrakt jellegű üvegablakokat John Piper készítette, míg a remek Mater Dolorosa szobor John Bridgeman műve. A katedrális homlokzatán, a bejárathoz vezető lépcső mellett van Jacob Epstein nagyméretű szobra, a Szent Mihály győzelme az ördög felett. A régi katedrális területén helyezték el Josefina de Vasconcellos Megbékélés című, megrendítő erejű szobrát, amely két régi ellenség békéjét szimbolizálja.

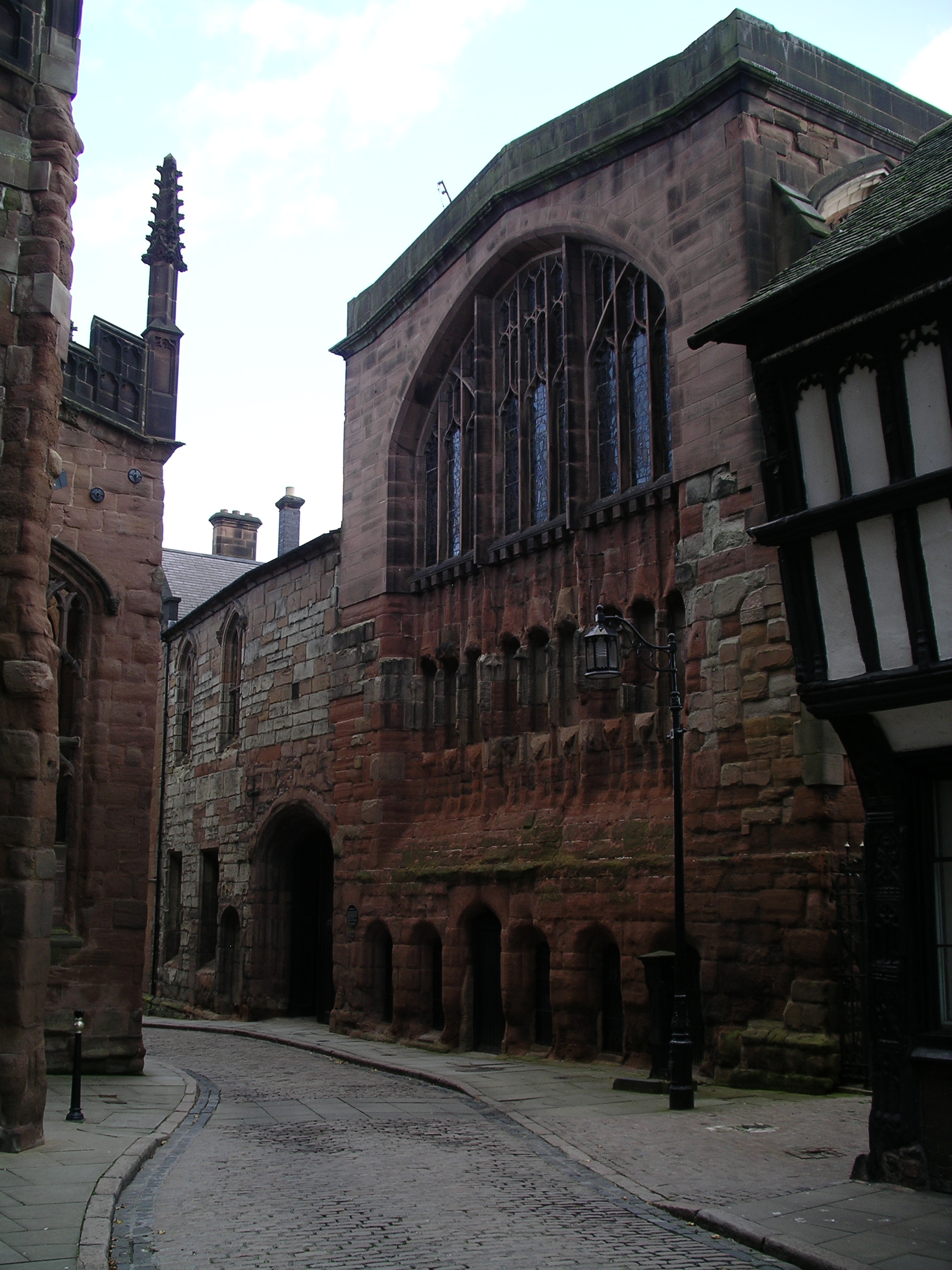
A St Mary's Guildhall

Másik jellegzetes temploma Coventrynek a Holy Trinity (Szentháromság-) templom, ami a régi Szent Mihály katedrális közelében található. Coventryt évszázadokon át a „három torony városának” nevezték, mert távolról látványosan kirajzolódott a városképből három magas templomtorony. Ezek a Szent Mihály Katedrális, a Holy Trinity Church és az egykori Grey Friars' Church (Christ Church) tornyai voltak (utóbbinak már csak a tornya áll). A tornyok ma is jól látszanak, de a képbe az azóta épült magasházak már bezavarnak. Coventryben még több más templom van, némelyik ezek közül nem működik. Megemlítendő a belváros Szent János-temploma, vagy az ugyancsak Szent Jánosnak szentelt modern templom Willenhallban.
A régi katedrális szomszédságában áll a St Mary's Guildhall (1342), ami az egykori céhek gyülekezőhelye volt. Az épület tornyában raboskodott egykor I. Mária skót királynő. A ház külseje híven őrzi a középkori formákat, és bár belül átépítették, faragott tölgyfatetőzete megmaradt. Az épületben látható egy arrasi gobelin, amely VI. Henrik angol király és felesége, Anjou Margit 1451-ben, Coventryben tett látogatását ábrázolja.
A gyönyörű Bond's Hospital (Grayfriars Lane) egy 16. századi szegényház volt, ami a szegény, elesett öregek korabeli otthona volt. A Ford's Hospital egy szintén Tudor-kori női szegényház, jellegzetes fagerendás épület. A gazdag coventryi kereskedő, William Ford alapította 1509-ben.
A Spon Street egy élő múzeum a város múltjából. A kis utca épületei bámulatos módon épen maradtak a háborús bombázásoktól. A 15–16. századi házakban ma kis kiállítóhelyek, régiségboltok működnek.

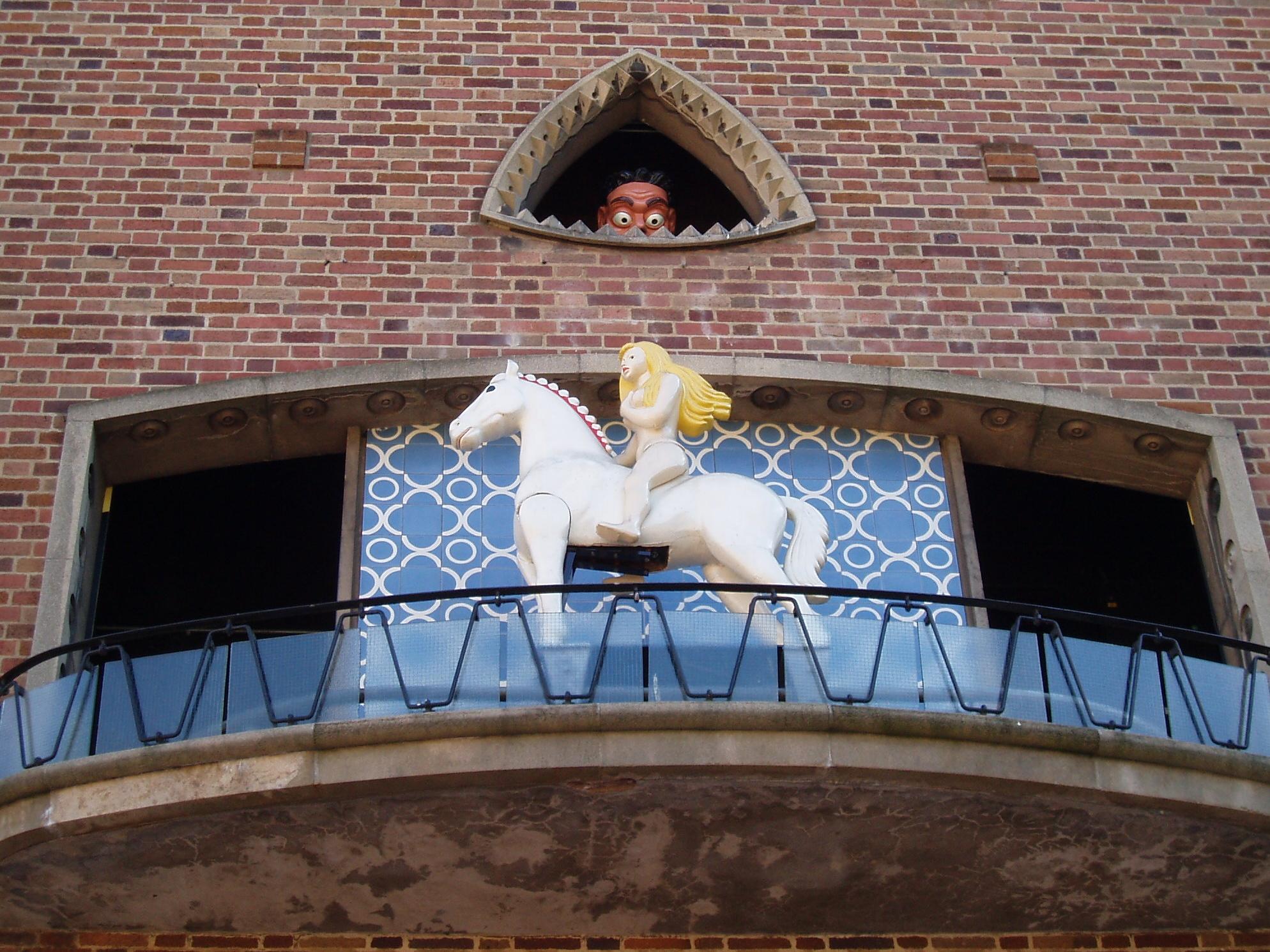
Órajáték a Broadgate-en, Peeping Tom itt még lát, sőt néz!

A városközpontban, a Broadgate-en, kifeszített vászontető alatt áll Lady Godiva lovasszobra, amely a körülötte kialakított pici park ülőhelyei révén kedvelt találkozóhely. Innen is jól látható az az órajáték, amely mozgó bábui segítségével Lady Godiva történetét meséli el: a hölgy egy íves pályán „lovagol” át a városon, miközben egy fölötte nyíló ablakból Tom, a kíváncsi szabó meglesi. Mire Godiva távozik a színről, Peeping Tom a szeméhez kap és megvakul.

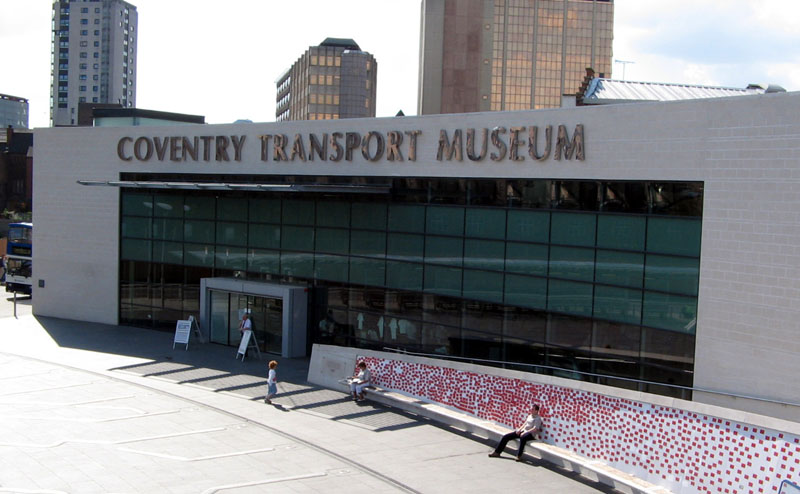
A Közlekedési Múzeum

Népszerű turistalátványosság a városközpontban található Coventryi Közlekedési Múzeum (Coventry Transport Museum), amely évek óta a leglátogatottabb brit múzeumok közé tartozik. A múzeum a brit gyártmányú közúti járművek legteljesebb gyűjteményét mutatja be, központi szerepet adva természetesen a városban gyártott járműveknek. A kiállítás legfigyelemreméltóbb darabjai között említendők meg a sebességi világrekorder Thrust2 és ThrustSSC sugárhajtóműves autók.
A Herbert Művészeti Galéria és Múzeum (Herbert Art Gallery and Museum) a belvárosban található, a katedrális közelében, a Coventryi Egyetem mellett. A létesítményt Alfred Herbert gazdag iparmágnás alapította 1938-ban. Állandó archeológiai, természettudományi, ipartörténeti és képzőművészeti kiállítások mellett időszaki kiállításokat is rendeznek. Néhány kilométerre a város központjától, Baginton mellett tekinthető meg a Lunt erőd, ami egy teljes mértékben helyreállított római erőd. Ugyancsak Baginton mellett található a Midland Air Museum, ami tulajdonképpen Coventry légikikötője volt. A hangárban berendezett kiállítóhelyen repülőgépeket és repüléssel kapcsolatos emlékeket lehet megtekinteni.
A városi rendőrség főépületében rendőrmúzeumot rendeztek be, ahol megtekinthetők a rendőri munkával kapcsolatos anyagok, de régi híres és hátborzongató „ügyek” is nyomon követhetők. A múzeumot jótékonysági adományokból tartják fenn.
Újabb keletű látványosság a Coventry City Football Club modern, 32 500 fős stadionja, a Ricoh Arena, amely a Rowleys Green városrészben épült és 2007-ben adták át. A létesítmény teljes kiszolgáló komplexum, része az Arena Park Shopping Centre, kiállítási csarnokkal, szállodával és kaszinóval.

## Oktatás

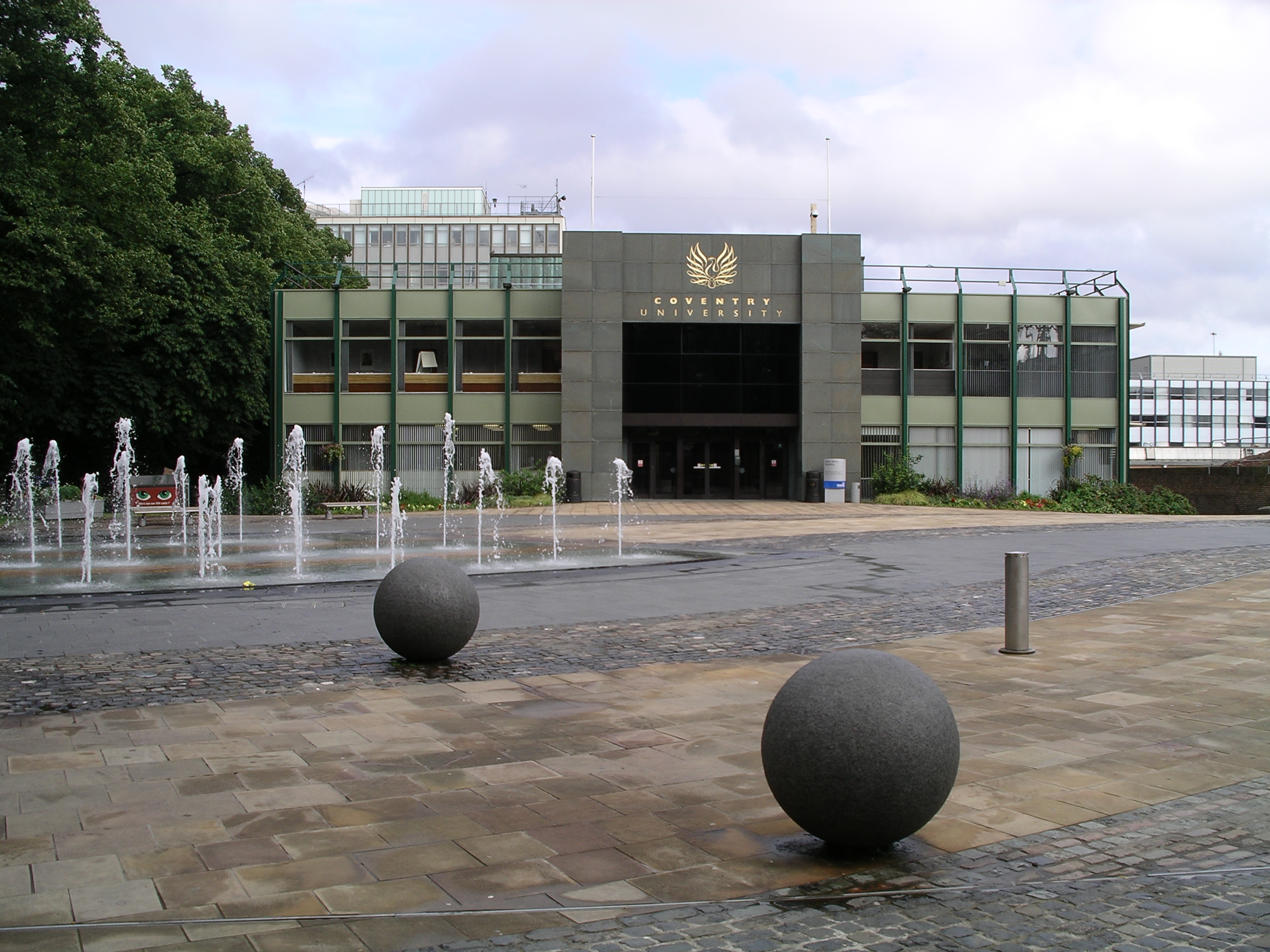
A Coventry University

Coventrynek két egyeteme van. A városközpontban helyezkedik el a Coventry University, ami 1992-ben vált egyetemmé, korábban Coventry Polytechnic néven műszaki főiskola volt, és az 1843-ban alapított Coventry College of Design volt az elődje. Szakterülete hagyományosan főleg a gépkocsi tervezéssel függ össze, míg újonnan bevezetett területe a katasztrófa menedzsment. A másik egyetem a University of Warwick, amelyet 5,5 km-re a városközponttól, északi irányban építettek fel, Warwickshire közelében. Az egyetem – amit Nagy-Britannia vezető egyetemei között tartanak számon – 2007-ben elnyerte a BBC TV University Challenge elnevezésű díját. Valódi universitas, képzési területe rendkívül széles körű: a biológia, az orvostudomány, a film-tv-színház, a fizika és a jog területein kívül még számos más szakterületet is oktatnak. Az oktatáson kívül nagyon nagy súlyt fektetnek a kutatási területre is, ami miatt kis malíciával gyakran „Warwick University Limited” gúnynéven is említik az intézményt. A két egyetemen kívül három felsőoktatási főiskola is működik a városban: a City College, a Henley College és a Hereward College.
A középfokú oktatás közel húsz középiskolában folyik, némelyik főiskolai szintű képzést is nyújt. Az általános képzésen kívül szakképzést nyújtó iskolák is vannak szép számmal (zene, információtechnológia, sport, technika, képzőművészet stb.). Az alapfokú oktatás 85 iskolában folyik. Van Coventryben egy jól működő iskolai alapítvány is, a Coventry School Foundation, amely független iskolákat működtet (King Henry VIII School, Bablake School, Coventry Preparatory School).
Speciális intézmény az 1971-ben alapított Coventry International English Studies Centre (Priory Row) a British Council által működtetett nyelviskola, ahol a nemzetközi diáksereg különböző szintű kurzusokon tanulja az angol nyelvet.

## Kultúra

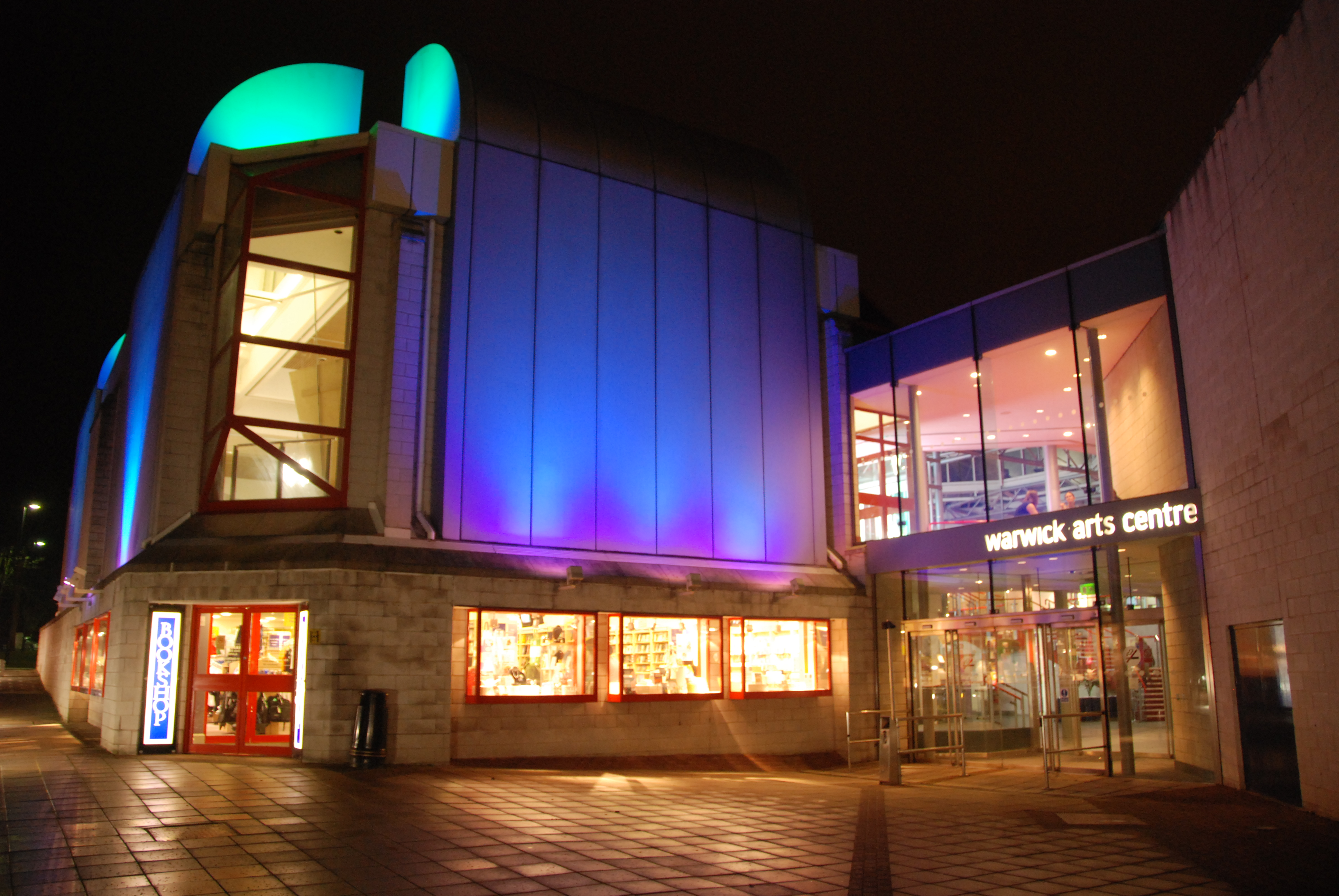
A Warwick Művészeti Központ

A Belgrade Theatre Nagy-Britannia első városi színháza volt, ami a második világháború után épült. 1958-ban nyitották meg 866 ülőhellyel, és ugyanolyan szimbolikus erejű épület volt, mint az új Szent Mihály-katedrális, amik együttesen a város újjászületését jelképezték. A színház neve onnan származik, hogy az építéshez szükséges nemes faanyagot az akkori Jugoszlávia fővárosa, Belgrád ajándékozta Coventrynek. A színház már a kezdetektől fogva a modern, újító jellegű színjátszás központjává vált. Itt alakult 1965-ben a világ első színház az oktatásban társulata (Theatre-in-Education, TiE), amit azzal a céllal hoztak létre, hogy a színházművészetet, a színházi élmény elsajátítását bevezessék az iskolai oktatásba. A TiE mozgalom ezt követően gyorsan elterjedt az egész világon, ám az 1980-as és az 1990-es években számos brit színház beszüntette ilyen irányú tevékenységét, köztük  1996-ban a coventryi is. A színházat – egy 12 millió fontos felújítás és bővítés után – 2007-ben nyitották meg újra, Edward herceg közreműködésével.
A Warwick Művészeti Központ (Warwick Arts Centre) a University of Warwick területén fekszik, és művészeti galériát, színháztermet, koncerttermet és mozit foglal magában. Ez az Egyesült Királyság második legnagyobb művészeti központja, a londoni Barbican után.
Egy kicsiny, de érdekes előadásokat bemutató színház a The Criterion Theatre, amely Earlsdonban található.
Az egész világon ismert a Coventry Carol című karácsonyi dal, amely a 16. században keletkezett. A dal eredetileg a The Pageant of the Shearmen and Tailors című, a Máté-passió történetéhez kapcsolódó misztériumjáték része volt. A dal népszerűségét bizonyítja, hogy számos előadóművész feldolgozta és előadta (a Kingston trió, Kiri Te Kanawa, a King’s Singers, a Swingle Singers, Suzanne Vega, Loreena McKennitt és sokan mások).

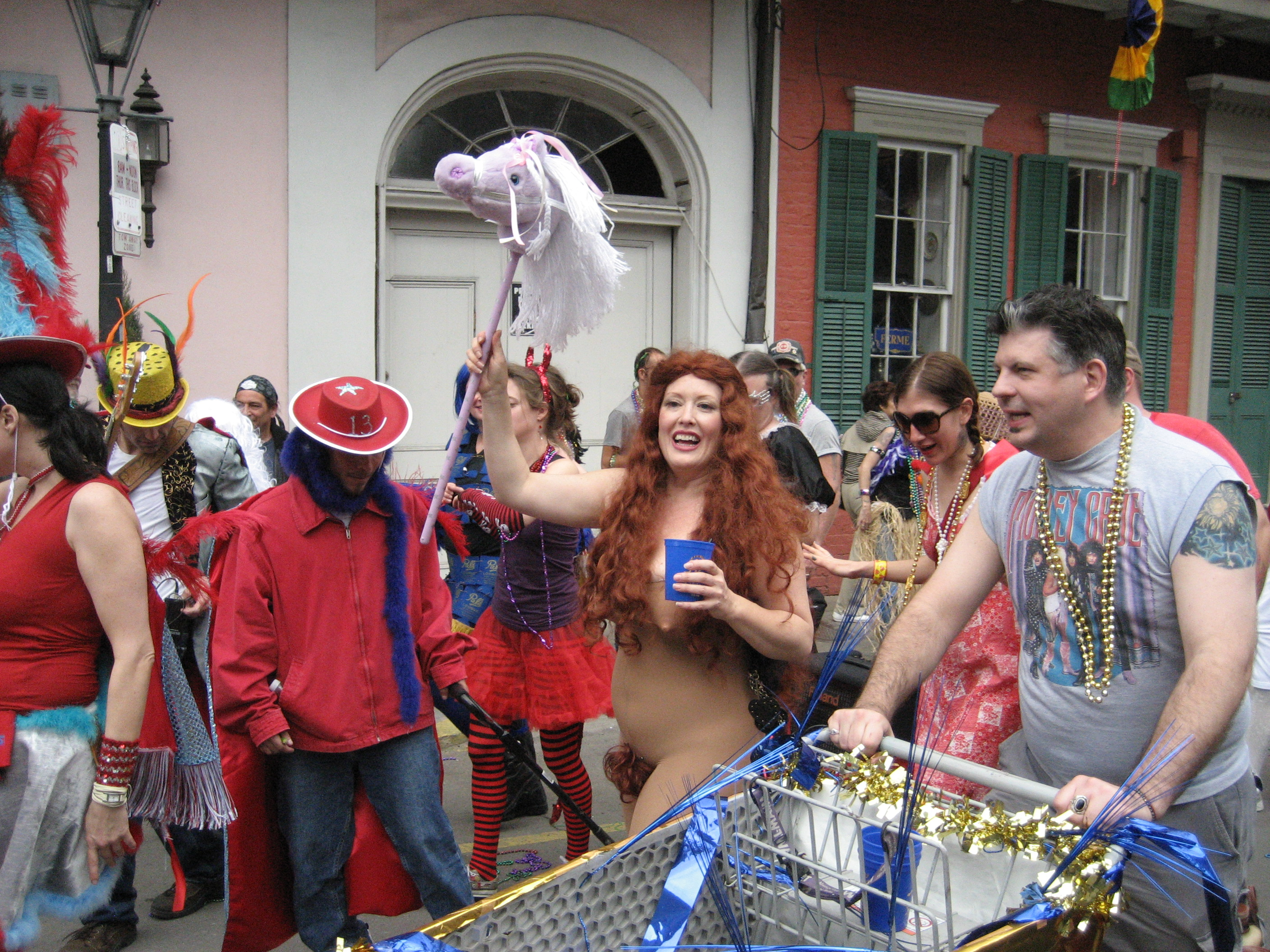
Felvonulás a Godiva fesztiválon

Az 1970–80-as években Coventryben alakult ki a Two Tone (2 Tone) könnyűzenei stílus, amely a ska, a punk rock, a rocksteady, a reggae és a pop elemeiből építkezett. Városi képviselői voltak a The Specials és a The Selecter nevű együttesek. A The Specials brit listavezetője volt a Too Much Too Young és a Ghost Town, de jól szerepelt a The Selecter On My Radio és Three Minute Hero című lemeze is.
A közeli Nuneatonban született a híres írónő, George Eliot (Mary Anne Evans), akinek Middlemarch című, 1871-ben született regényének helyszíne Coventry volt. A regény révén a város Anglia-szerte jól ismert és híres lett.
Coventry napjainkban elismert és színvonalas zenei események színhelye. Ilyen például a Coventry Jazz Festival és a Godiva Festival. A Godiva-fesztivál alkalmából még vidám felvonulást is rendeznek, amely a városközpontból indul és a War Memorial Parkba tart.

## Sport

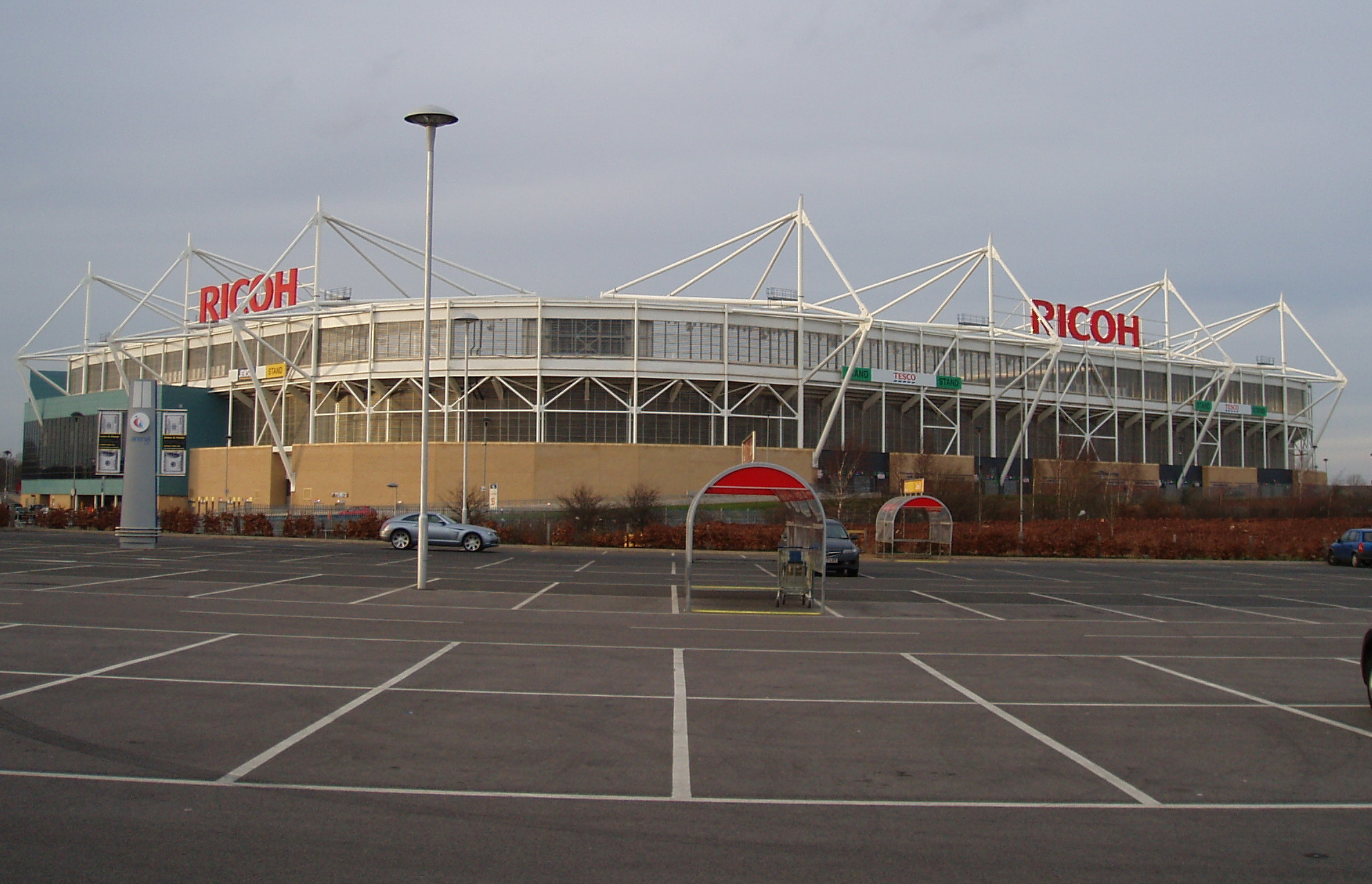
A Ricoh aréna, a Coventry City otthona

Coventryben számos sikeres és népszerű sportklub működik, a legkülönbözőbb sportágakban: Coventry City FC (labdarúgás), Coventry Bees (salakmotor), Coventry Rugby Club (uniós rögbi), Coventry Bears (ligarögbi), Coventry Godiva Harriers (atlétika), Coventry Crusaders (kosárlabda), Coventry Cassidy Jets (amerikaifutball), Coventry Sphinx (labdarúgás), Coventry Copsewood (labdarúgás), City of Coventry Swimming Club (úszás), Coventry Blaze (jégkorong), Four Masters GAA Club (kelta futball).
A Coventry City FC labdarúgóklubot a 19. század végén alapították létezik, de az élvonalba nem sikerült eljutni, egészen 1967-ig, amikor bejutottak a Second Divisionba, majd 1970-ben a First Divisionba. Legnagyobb sikerük az Angol labdarúgókupa (FA Cup) elnyerése volt 1987-ben, miután 3–2-re verték a Tottenham Hotspurt a Wembley Stadionban. A Coventry City tagja volt a Premier League-et, a profi labdarúgó bajnokság első osztályát megalapító csapatoknak, 1992-ben. A csapat jelenlegi stadionja a korszerű a Coventry Building Society Arena, régi nevén Ricoh Arena Foleshillben, amely 32 500 ülőhelyet biztosít az „égszínkékek” szurkolóinak. A régi stadion a Highfield Roadon volt, 106 évig használták. A csapat 2001-ben kiesett az élvonalból, azóta több osztályban is szerepelt. Jelenleg a Division One küzdelmeiben vesznek részt.
A Coventry Bees stadionja (Coventry Stadium, régi nevén Brandon Stadium) a város északi részén található, és a II. világháború után építették. A Bees 1948-ban indult, azóta folyamatosan működik. Éveken keresztül rendezték a Nagy-Britannia Nagydíját, újabban világbajnoki futamokat is.
A jégkorongban a Coventry Blaze ért el nagy sikert 2003-ban, amikor megnyerte a bajnokságot (British National League).
A Coventry Bears a város legnagyobb ligarögbi klubja, amely 2002-ben győzött a Rugby League Conference-ben, és bejutott a nemzeti ligába, valamint részt vesz a Challenge Cup küzdelmeiben.

## Gazdaság

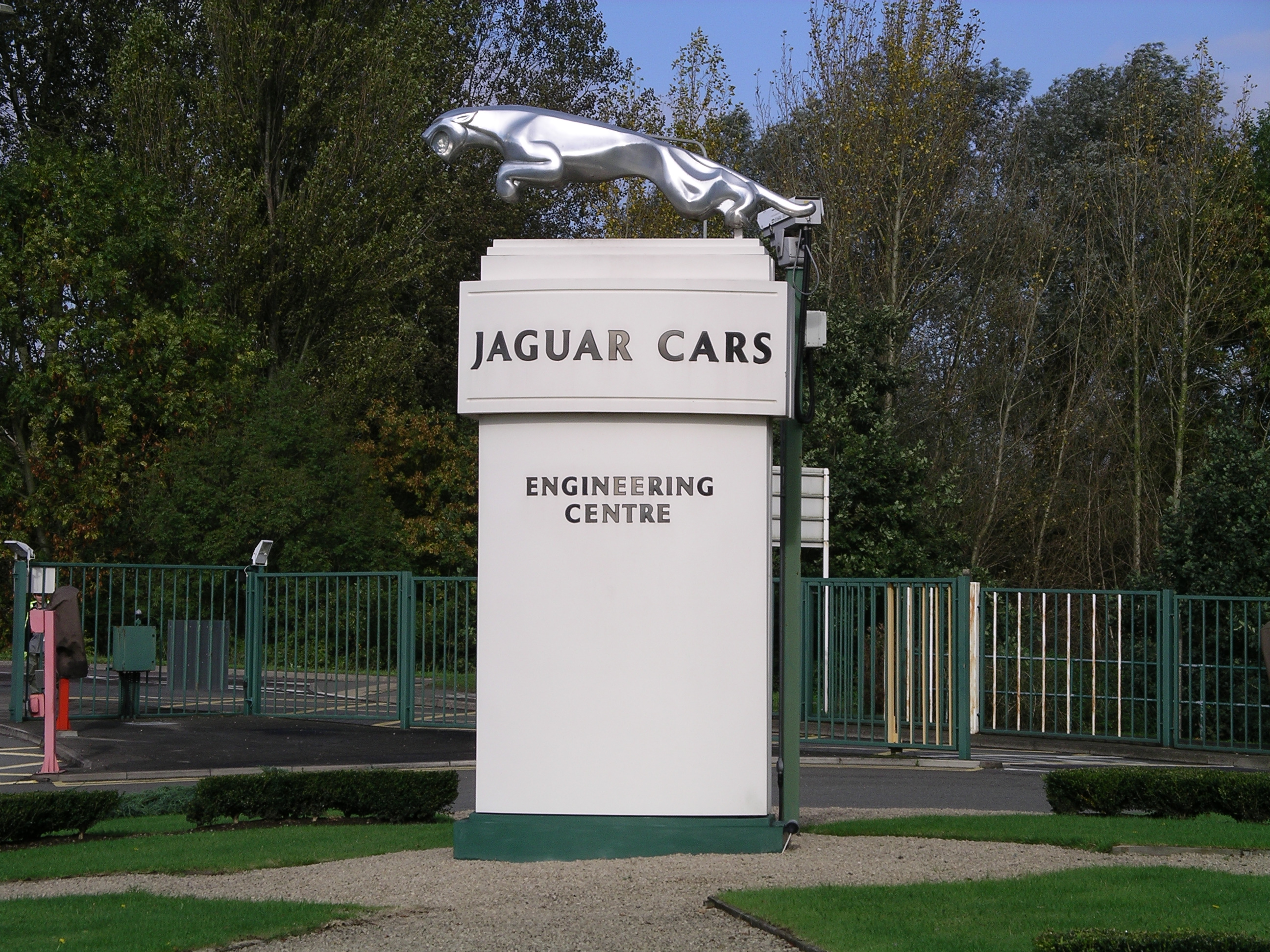
A Jaguar jelképe Whitley-ben

Coventry gazdaságát évtizedeken át a városban működő ipari vállalkozások, nagy üzemek határozták meg. A sokat emlegetett „aranykor” az 1950-es és 1960-as években volt, amikor Coventryben volt a legmagasabb átlagjövedelem Nagy-Britanniában, és ez pozitív módon hatott a városi élet számos más területére is.
Coventry már 1896-tól a kerékpár- és a motorgyártás központja volt, ami gazdaságát is döntően meghatározta. Az első cégek még kisebb családi vállalkozások voltak, mint a Coventry Motette, a Great Horseless Carriage Co., a Swift Motor Company, mások több család neve alatt futottak, mint a Humber, a Riley, a Francis-Barnett, a Daimler és a Triumph. A Massey-Ferguson traktorgyár a Banner Lane-en (Tile Hill) működött, az 1990-es években zárta be kapuit, miként sok más, korábban sikeresen működött gyár is. Az évek folyamán az autó-motoripar gyakorlatilag megszűnt a városban, bár a Jaguar még megtartott a városban (Allesley-ben és Whitley-ben) egy kutató és kísérleti bázist, és a Peugeot-nak is van egy részlege a Humber Roadon. Manapság egyetlen járműgyár, a London Taxis International (Manganese Bronze Holdings) működik, itt gyártják a híres londoni fekete taxikat.
Hasonlóan jelentős iparág volt a városban a szerszámgépgyártás. Az Alfred Herbert vezető szerszámgép-gyártó cég volt a világban, de 1983-ban a külföldi konkurencia erőteljes nyomása miatt kénytelen volt beszüntetni a termelését. Egy másik híres coventryi szerszámgép-gyártó cég volt az A.C.Wickman, ez az iraki Supergun-botrány miatt zárt be (a vállalkozás tulajdonjogát, különböző fedőcégeken keresztül, Szaddám Huszein kormánya szerezte meg).
Coventry iparát manapság a régi iparágak megmaradt részei és új ágazatok megjelenése alakítja. A városvezetésnek hosszas, kitartó munkával, új termelő területek bevonásával sikerült fokozatosan a munkanélküliséget csökkenteni. A jelenlegi ipari összetétel: autóipar, szerszámgép-gyártás, mezőgazdasági gépek, kéziszőttesek gyártása, repülőipari alkatrészek, telekommunikációs eszközök termelése. A jövedelemtermelő ágazatok átszerveződése jelenleg is folyamatban van, az ipari termelés helyét fokozatosan átveszik az üzleti szolgáltatások, a pénzügy, a kutatás, a formatervezés és a fejlesztés, a logisztika és a szolgáltatás.
Az alábbi táblázat az utóbbi évek a nemzeti össztermék regionális részesedésére vonatkozó adatokat tartalmaz az Állami Statisztikai Hivatal (Office for National Statistics) adatai alapján. Megfigyelhető az ipar részesedésének csökkenése és a szolgáltatások arányának folyamatos emelkedése.
| Év   | Regionális hozzáadott érték ² | Mezőgazdaság ³ | Ipar 4 | Szolgáltatás 5 |
| ---- | ----------------------------- | -------------- | ------ | -------------- |
| 1995 | 3407                          | 3              | 1530   | 1874           |
| 2000 | 4590                          | 3              | 1873   | 2714           |
| 2003 | 5103                          | 2              | 1529   | 3572           |

Megjegyzések:
1. Az adatok millió fontban értendők.
2. Az összegszummák a kerekítések miatt esetleg nem lehetnek pontosak.
3. A vadászat és az erdészet eredményeivel együtt.
4. Az energia- és az építőipar eredményeivel együtt.
5. Pénzügyi szolgáltatások is, közvetett módon mérve

## Közlekedés

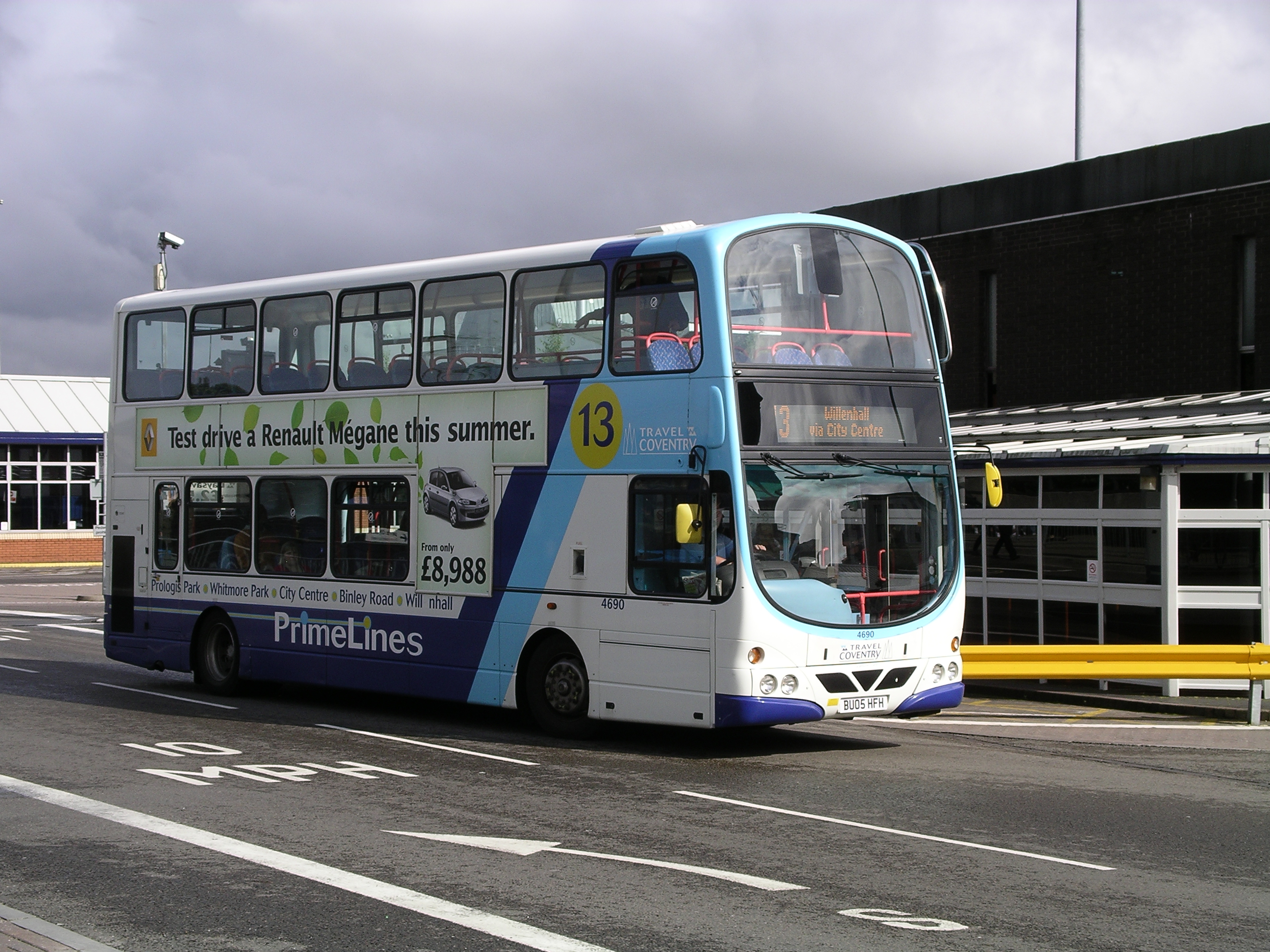
Willenhalli járat, városi busz

Coventry közelében futnak az M6, az M69, az M45, az M40 és M42 jelű autópályák, valamint az A45 és az A46 autóutak. Ezek a gyorsforgalmi utak gyakorlatilag körbeveszik a várost, kényelmes külső megközelítési lehetőségeket biztosítva. Coventry belvárosa ugyanakkor – bár nem teljes kizárólagossággal – el van zárva a gépjármű-forgalomtól, azt egy belső körgyűrű veszi körül (Ringway Hill Cross – Ringway Whitefriars – Ringway St Johns – Ringway St Patricks – Ringway Queens – Ringway Rudge).
A vasúti közlekedés központja a Covenryi pályaudvar, amely a forgalmas West Coast Main Line vasútvonalhoz kapcsolja a várost, közvetlen elérhetőséget biztosítva Londonnal és Birminghammel. A város számos külvárosa közül Canley-ben és a Tile Hillen van még vasútállomás. A célpontok elérését megkönnyítik a versenyképes szolgáltatást nyújtó távolsági buszjáratok is. Az autóbusz-közlekedés terén szolgáltató cégek a National Express Coventry, a Travel De Courcey és a Stagecoachot Warwickshire. A város autóbusz főpályaudvara a Pool Meadow-nál van, ami egyben a távolsági buszok átszállóhelye is.
A legközelebbi jelentős repülőtér a Birmingham International Airport, ami mintegy 17 kilométerre van a várostól. A Coventry Airport Bagintonban van, 8 kilométerre a városközponttól, déli irányban.
A Coventry-csatorna a városközpont közelében, a Coventry Canal Basintől 61 kilométer hosszan hajózható a fradleyi elágazás irányában, Staffordshire-ben.

## Városszerkezet
Coventrynek, a legtöbb brit várostól eltérően, nincs kiterjedt városi területe. Maga a város viszonylag kis területen helyezkedik el, amit történelmi és újkori hatások is okoznak. A mai „nagy” Coventryt a relatíve kis városmag és a köréje épült számos kis városrész (korábbi falvak, települések), szatellit települések és alvóvárosok alkotják, amelyek mára csaknem teljesen összeépültek.
Coventry külvárosai és külterületei:
| - Alderman's Green - Allesley - Ash Green - Ball Hill - Bannerbrook Park - Bell Green - Binley - Bishopsgate Green - Brownshill Green - Canley | - Cannon Park - Chapelfields - Cheylesmore - Clifford Park - Copsewood - Coundon - Courthouse Green - Daimler Green - Earlsdon - Eastern Green | - Edgwick - Ernsford Grange - Finham - Fenside - Foleshill - Green Lane - Gibbet Hill - Gosford Green - Great Heath - Hearsall Common | - Henley Green - Hillfields - Holbrooks - Keresley - Little Heath - Longford - Mount Nod - Pinley - Potters Green - Radford | - Spon End - Stoke - Styvechale - Tanyard Farm - Tile Hill - Toll Bar End - Victoria Farm - Walsgrave-On-Sowe - Westwood Heath - Whitley | - Whitmore Park - Whoberley - Willenhall - Wood End - Woodway Park - Wyken |

## Demográfiai jellemzők
Sok más brit nagyvároshoz hasonlóan, Coventryben is jelentős számú és változatos összetételű etnikai kisebbség él. Egy 2006-os felmérés szerint a lakosság 25,2%-a tartozik ebbe a kategóriába. Az etnikai kisebbség elsősorban Foleshill és St. Michael városrészekbe koncentrálódik. Az etnikai összetétel nem tipikus, a legnagyobb nem keresztény csoportot a szikhek alkotják, jelentős számban vannak egyéb dél-ázsiaiak, míg a feketék aránya 3,1%. A bennszülött fehér lakosság 74,8%-os arányt képvisel, akik közül 2,8% ír származású, egyéb helyről származik 2,9%-nyi fehér populáció. A város lakosságából 8,2% indiai, 2,2% pakisztáni, 0,7% bangladesi, míg 0,8% egyéb dél-ázsiai eredetű. A fekete lakosok közül Afrikából származik 1,2%-a, fekete karibi 1,2%, 0,2% egyéb származású. A kínaiak 1,5%-kal, míg más kelet-ázsiaiak 0,9%-kal vannak jelen.
A teljes lakosság számának alakulása az évek folyamán:
| Év   | Lakosság |
| ---- | -------- |
| 1801 | 21 853   |
| 1851 | 48 120   |
| 1901 | 88 107   |
| 1911 | 117 958  |
| 1921 | 144 197  |
| 1931 | 176 303  |
| 1941 | 214 380  |
| 1951 | 260 685  |
| 1961 | 296 016  |
| 1971 | 336 136  |
| 1981 | 310 223  |
| 1991 | 305 342  |
| 2001 | 300 844  |
| 2007 | 306 700  |
| 2009 | 309 800  |
| 2010 | 310 500  |
| 2011 | 316 960  |

## Testvérvárosok
Coventry volt a világ első városa, amely testvérvárosi kapcsolatot létesített. Az első ilyen város a második világháború során sokat szenvedett Sztálingrád (ma Volgográd) volt. A háború után Coventry folytatta a testvérvárosi kapcsolatok építését, amelyek közül kiemelkedik a Drezdával kialakított kapcsolat, mert mindkét város rendkívül súlyos bombatámadásokat szenvedett el a háború folyamán. A testvérvárosok békekerttel rendelkeznek a városban, annak különböző területein. Coventry 2009 elején 26 testvérvárosi kapcsolatot ápolt.

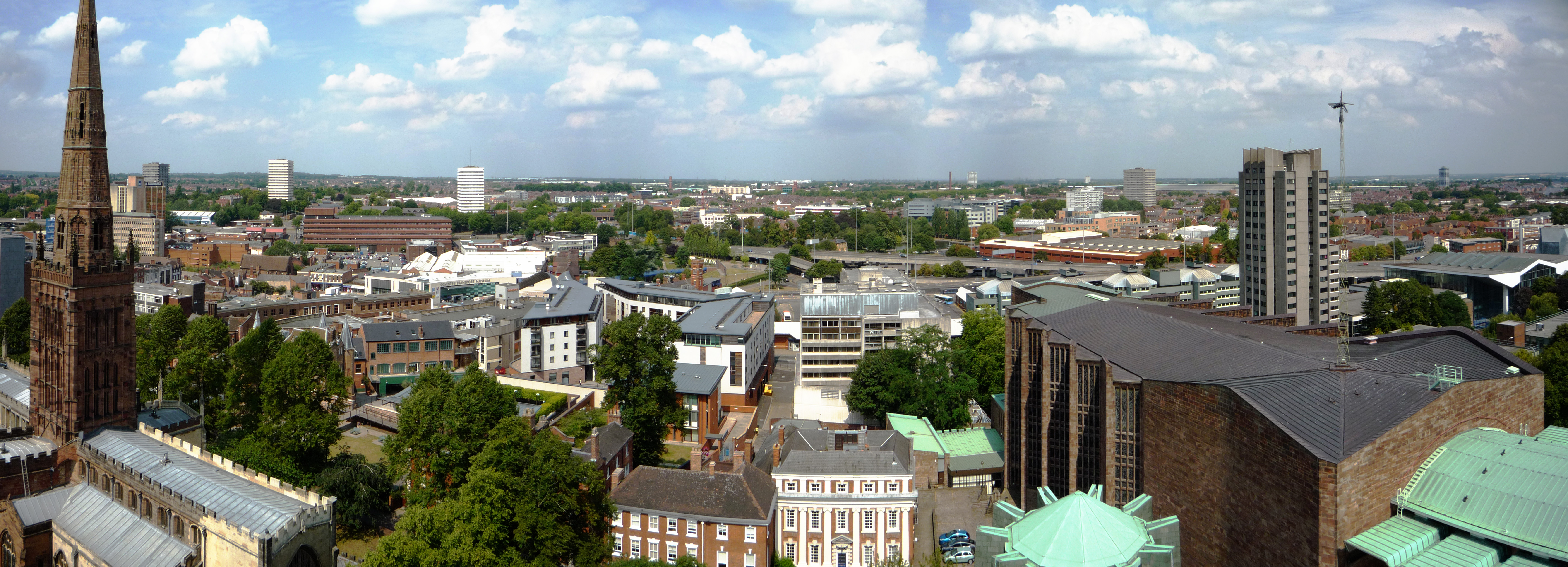

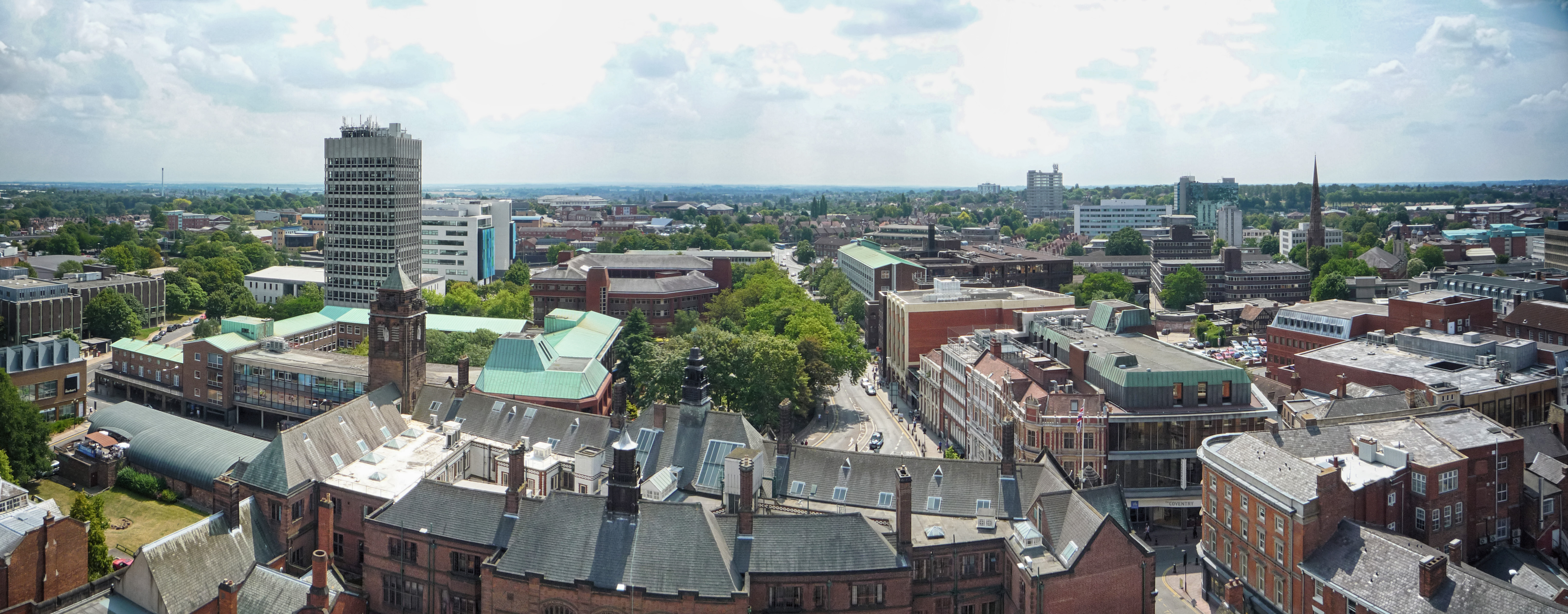

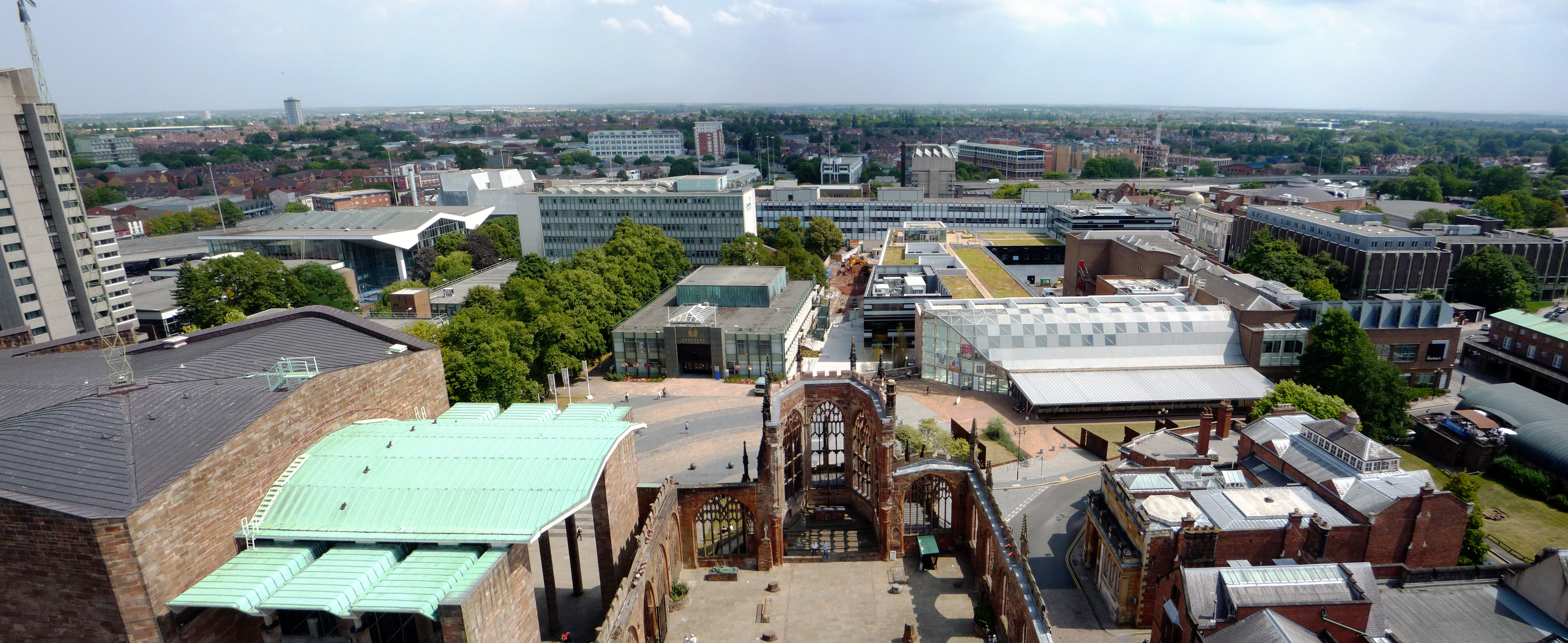

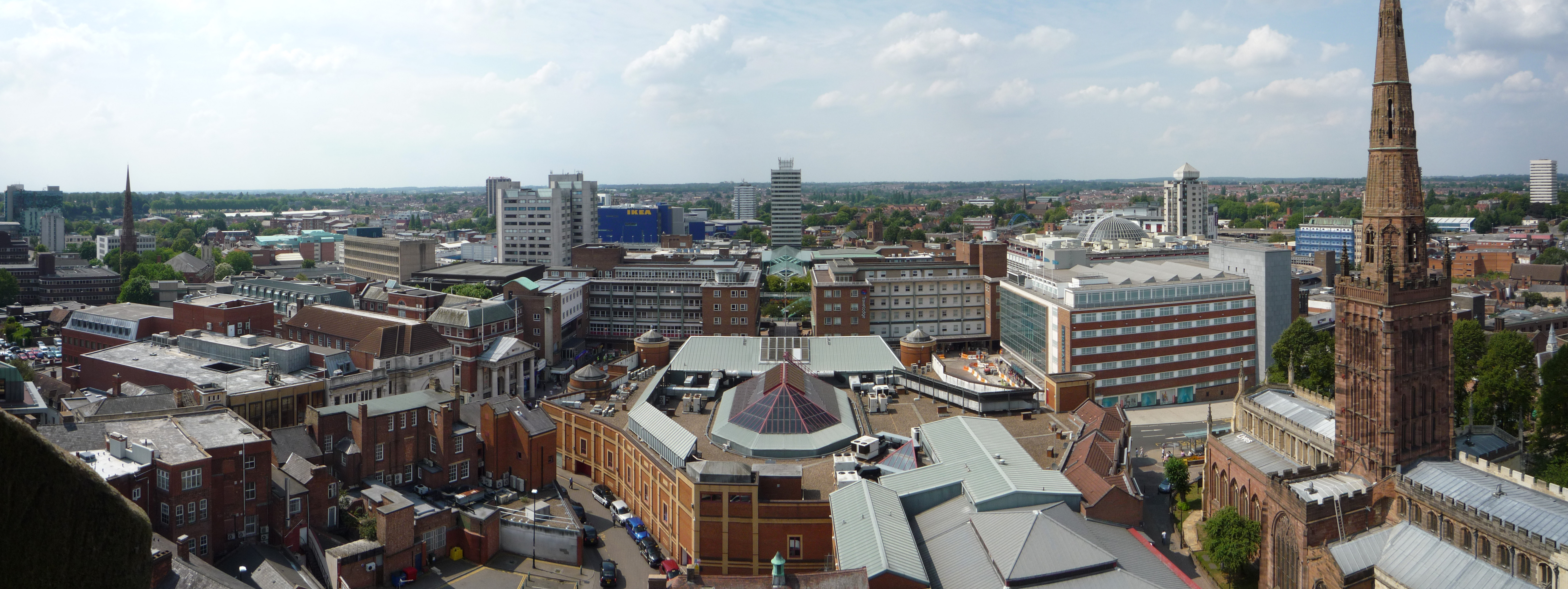

| Zászló              | Város                   | Ország                    | Évszám | Békekert            |
| ------------------- | ----------------------- | ------------------------- | ------ | ------------------- |
| Ausztrália          | Parkes, New South Wales | Ausztrália                | 1956   |                     |
| Ausztria            | Graz                    | Ausztria                  | 1957   | Binley & Willenhall |
| Bosznia-Hercegovina | Szarajevó               | Bosznia-Hercegovina       | 1957   |                     |
| Kanada              | Cornwall, Ontario       | Kanada                    | 1972   |                     |
| Kanada              | Granby                  | Kanada                    | 1963   |                     |
| Kanada              | Windsor                 | Kanada                    | 1963   |                     |
| Kína                | Csinan                  | Kína                      | 1983   |                     |
| Csehország          | Lidice                  | Csehország                | 1947   |                     |
| Csehország          | Ostrava                 | Csehország                | 1959   |                     |
| Franciaország       | Caen                    | Franciaország             | 1957   |                     |
| Franciaország       | Saint-Étienne           | Franciaország             | 1955   |                     |
| Németország         | Drezda                  | Németország               | 1959   | Lower Stoke         |
| Németország         | Kiel                    | Németország               | 1947   |                     |
| Magyarország        | Dunaújváros             | Magyarország              | 1962   |                     |
| Magyarország        | Kecskemét               | Magyarország              | 1962   |                     |
| Olaszország         | Bologna                 | Olaszország               | 1960   |                     |
| Jamaica             | Kingston                | Jamaica                   | 1962   |                     |
| Hollandia           | Arnhem                  | Hollandia                 | 1958   |                     |
| Lengyelország       | Varsó                   | Lengyelország             | 1957   |                     |
| Írország            | Cork                    | Írország                  | 1958   |                     |
| Románia             | Galați                  | Románia                   | 1962   |                     |
| Oroszország         | Volgográd               | Oroszország               | 1944   |                     |
| Szerbia             | Belgrád                 | Szerbia                   | 1957   |                     |
| USA                 | Coventry                | Amerikai Egyesült Államok | 1962   |                     |
| USA                 | Coventry                | Amerikai Egyesült Államok | 1972   |                     |
| USA                 | Coventry                | Amerikai Egyesült Államok | 1971   |                     |

## Fordítás
- Ez a szócikk részben vagy egészben  a   Coventry című angol Wikipédia-szócikk fordításán alapul.  Az eredeti cikk szerkesztőit annak laptörténete sorolja fel. Ez a jelzés csupán a megfogalmazás eredetét és a szerzői jogokat jelzi, nem szolgál a cikkben szereplő információk forrásmegjelöléseként.